# ひうらまさこ
ひうら まさこ（11月9日 - ）は、日本の女性声優、歌手。アイドルグループ「Super Dolls」のメンバー。

## 人物
小さい頃から歌が好きで、小1からピアノレッスン、小3から合唱団に通っていた。中学・高校では吹奏楽部だった。2004年からバンドやピアノの弾き語りスタイルで音楽活動をしていたが、自分の表現に限界を感じ、声を使った他の表現を探して声優に辿りつき、事務所を調べて2010年にアトリエピーチに声優・歌手として入所した。
美少女ゲーム作品でのデビュー作は、歌では2009年発売の『Dark Blue』主題歌の「fractale」、声優としては2010年発売の『絶望師』（ただし他作品の方が発売は早い）。
芸名は、自身が周囲からきつく見られることが多いため、“丸さ”“かわいらしさ”を出したいと考え、ひらがなで名付けた。
趣味は登山と音楽鑑賞。漢字検定準2級所持。
出身地は事務所のプロフィールでは東京都だが、本人サイトでは広島県になっている。
近年はボイストレーニング講師務め。

## 出演
太字はメインキャラクター。

### OVA
- ふたりエッチ（2014年、牧くるみ[3]）

### アダルトアニメ
- STAR☆jewel（2011年、テクタイト）

### アダルトゲーム
2009年
- 紫電〜円環の絆〜（女の子B）

2010年
- 絶望師（女子C[2]）- デビュー作
- 風ヶ原学園スパイ部っ!
- ク・リトル・リトル 〜魔女の使役る、蟲神の触手〜
- 撫子乱舞
- ヒメと魔神と恋するたましい（闇）

2011年
- 秋風ぱーそなる +俺と僕と彼女の○○+（斉藤紫苑）
- 雪鬼屋温泉記
- 悪道勇者

2012年
- 奪母姦（九重のどか）
- キモメンでも巨根ならスクールカーストの頂点に立てる!?～学園一のモテカワ集団に種付けしまくり!夢の学園ハーレム!～（菊地美紀）
- 恋妹SWEET☆DAYS
- 波間の国のファウスト
- 創世奇譚アエリアル（柏木りさの弟、他）
- リヴォルバーガール☆ハンマーレディ（レミー キルスター[4]）
- 第二音楽室へようこそっ!!

2013年
- ChuSingura46+1 -忠臣蔵46+1-（2013年 - 2014年、萱野三平[5]、莉唖）- 2作品[一覧 1]
- みずカノ!〜水着の彼女とHしよっ〜（小波香奈江）

2014年
- 子作りしようよソーマくん～えっちな娘でもいいですか?～（桐嶋棗）
- ちっちゃらぶアパート（小松美影）
- ユニオリズム・カルテット（セレーネ・フィエルデス・三峰）
- ヤンホモ兄に愛されすぎて友達ができない！（伊府椿[6]）

2017年
- ヤンデレ兄に愛されすぎて友達ができない!（伊府椿）

2018年
2022年
- 血染めの檻（伊府椿[7]）

### 一般向ゲーム
- 血染めの花（2014年、伊府椿[8]）

### 吹き替え
- ドリフト 神がサーフする場所（ラニ〈レスリー＝アン・ブラント〉）

## ディスコグラフィ

### ミニアルバム
| 枚  | 発売日        | タイトル      | 規格品番  | オリコン 最高位 |
| --- | ------------- | ------------- | --------- | --------------- |
| 1st | 2011年7月22日 | Colorful Note | GMCP-1023 |                 |

### コンピレーション・音楽CD
| 発売日   | 商品名 | 歌                                     | 楽曲                                       | 備考                                                                 |
| 2006年   | 2006年 | 2006年                                 | 2006年                                     | 2006年                                                               |
| -------- | --- | -------------------------------------- | ------------------------------------------ | -------------------------------------------------------------------- |
| 7月25日  | オムニバスアルバム「START LINE」                                                                            | ひうらまさこ                           | 「太陽コース」                             |                                                                      |
| 2007年   | |                                        |                                            |                                                                      |
| 11月14日 | CUORE | ひうらまさこ                           | 「ありがとう」                             |                                                                      |
| 2009年   | |                                        |                                            |                                                                      |
| 12月18日 | 忍流 サウンドトラック                                                                                       | ひうらまさこ                           | 「夜に飛ぶ龍」                             | PCゲーム『忍流』オープニングテーマ                                   |
| 2010年   | |                                        |                                            |                                                                      |
| 5月21日  | 撫子乱舞 オリジナルサウンドトラック                                                                         | ひうらまさこ                           | 「Sweet School Days ぶる～す」             | PCゲーム『撫子乱舞』オープニングテーマ                               |
| 5月21日  | 撫子乱舞 オリジナルサウンドトラック                                                                         | ひうらまさこ                           | 「Yell」                                   | PCゲーム『撫子乱舞』エンディングテーマ                               |
| 2011年   | |                                        |                                            |                                                                      |
| 3月31日  | 12+ オリジナルサウンドトラック SOFMAP EDITION                                                               | ひうらまさこ                           | 「The Only Knight」                        | PCゲーム『12+』オープニングテーマ                                    |
| 3月31日  | 12+ オリジナルサウンドトラック SOFMAP EDITION                                                               | ひうらまさこ                           | 「聖女の誓い」                             | PCゲーム『12+』エンディングテーマ                                    |
| 4月8日   | 勇者と彼女に花束を Music Tracks -Soundscape of Fantasy-                                                     | ひうらまさこ                           | 「Go into Frontier!」                      | PCゲーム『勇者と彼女に花束を』オープニングテーマ                     |
| 6月24日  | 雪鬼屋温泉記 オリジナルサウンドトラック                                                                     | 小倉結衣、ひうらまさこ                 | 「あの星よりも高く」                       | PCゲーム『雪鬼屋温泉記』オープニングテーマ                           |
| 2012年   | |                                        |                                            |                                                                      |
| 8月31日  | リヴォルバーガール☆ハンマーレディ ORIGINAL SOUND TRACK                                                      | ひうらまさこ                           | 「錆びた月と弾丸」                         | PCゲーム『リヴォルバーガール☆ハンマーレディ』オープニングテーマ      |
| 2013年   | |                                        |                                            |                                                                      |
| 1月25日  | プリンセスキッス！〜少女1000年紀物語〜 SPECIAL DISC                                                         | ひうらまさこ                           | 「Voice」                                  | PCゲーム『プリンセスキッス！〜少女1000年紀物語〜』エンディングテーマ |
| 4月29日  | AD:HOUSE 弐                                                                                                 | ひうらまさこ                           | Broken My Heart」                          |                                                                      |
| 5月31日  | ジーザス13th -喪失われた学園- ボーカルソングCD                                                              | ひうらまさこ                           | 「Dear My Jesus」                          | PCゲーム『ジーザス13th -喪失われた学園-』エンディングテーマ          |
| 6月21日  | | ひうらまさこ、天野あい                 | 「パラダイス・アレイ」                     | PCゲーム『BUNNYBLACK』オープニングテーマ                             |
| 6月21日  | ひうらまさこ                                                                                                | 「バニーロック」                       | PCゲーム『BUNNYBLACK 2』オープニングテーマ |                                                                      |
| 6月28日  | 乙女は可憐に恋に舞いっ! 予約特典「耳もミナギるっ!特製マテリアルサウンドCD」                                 | 大野まりな、ひうらまさこ、なつめ美南海 | 「恋するリズム」                           | PCゲーム『乙女は可憐に恋に舞いっ!』主題歌                            |
| 2014年   | |                                        |                                            |                                                                      |
| 4月27日  | Honey Cheeks                                                                                                | ひうらまさこ                           | 「スカート8号」                            |                                                                      |
| 5月30日  | 『Golden Marriage』初回限定版特典CD「Golden Marriage サウンドトラック集」                                   | ひうらまさこ                           | 「優しい世界」                             | PCゲーム『Golden Marriage』エンディングテーマ                        |
| 2017年   | |                                        |                                            |                                                                      |
| 3月1日   | CAPCOM「クロスビーツ・オリジナルサウンドトラックCD」〜crossbeats REV.シリーズ・セレクション〜 プレミアムBOX | ひうらまさこ                           | 「たのしいことだけ」                       | ゲーム『crossbeats REV.』収録曲                                      |
| 3月1日   | CAPCOM「クロスビーツ・オリジナルサウンドトラックCD」〜crossbeats REV.シリーズ・セレクション〜 プレミアムBOX | ひうらまさこ                           | 「Sunglow」                                | ゲーム『crossbeats REV. SUNRISE』収録曲                              |
| 4月12日  | REFLEC BEAT 悠久のリフレシア+VOLZZA ORIGINAL SOUNDTRACK                                                     | ひうらまさこ                           | 「Like a nameless flower」                 | ゲーム『REFLEC BEAT VOLZZA 2』収録曲                                 |
| 8月11日  | WONDERLAND TRAVELERS                                                                                        | ひうらまさこ                           | 「甘き灰色のLegacy」                       | PCゲーム『魔法剣姫アークキャリバー〜魔族降誕〜』オープニングテーマ   |
| 2022年   | |                                        |                                            |                                                                      |
| 8月13日  | AD:HOUSE 10                                                                                                 | ひうらまさこ                           | 「The tense of wonder」                    |                                                                      |
| 12月23日 | 廃村少女〜妖し惑ひの籠の郷〜 音楽全集                                                                       | ひうらまさこ                           | 「闇恋華」                                 | PCゲーム『廃村少女〜妖し惑ひの籠の郷〜』オープニングテーマ           |

- ミニアルバム「ポトス」（ヴォーカル）

### 未音源化楽曲
- エロメロちゅうちゅう（ひうらまさこ、ゆうひ、波野夏花、ベロちゅー！～コスプレメイドをエロメロしちゃう魔法の舌戯～ op）
- 「掴めない光の向こう」（PC「特別授業3SLG」主題歌）
- 永遠の星座へ（どうして、そんなに黒い髪が好きなの? ed）
- MyWill～強い気持ち～（その古城に勇者砲あり! op）
- Our Fate（呪いの魔剣に闇憑き乙女 op）
- 夢幻凪（戦巫〈センナギ〉-穢れた契りと神ころも- op）
- 「HAHAHA de GO!GO!GO!」（社団法人 埼玉県歯科医師会制作PV 作詞/作曲/ヴォーカル）
- 「To the GATE」（PC「門を守るお仕事」主題歌）歌：大野まりな、ひうらまさこ、波野夏花
- 「女神のスキャット」（OVA『STAR☆jewel』テーマ曲/外伝挿入歌）

### シリーズ一覧
1. ↑  本編（2013年）、『ChuSingura46+1 武士の鼓動』（2014年）